# Баданки
Баданки — упразднённая деревня в Никольском районе Вологодской области России.
В рамках организации местного самоуправления с 2006 до 2018 гг. входила в состав Пермасское сельское поселение, с 2018 до 2022 гг. — в Краснополянское сельское поселение, в рамках административно-территориального устройства — в Пермасский сельсовет.
Расстояние по автодороге до районного центра Никольска — 81 км, до центра муниципального образования Пермаса — 53 км. Ближайший населённый пункт — Вострово.
По данным переписи в 2002 году постоянного населения не было.